# AGM-158 JASSM
El AGM-158 JASSM (siglas en inglés de Joint Air-to-Surface Standoff Missile) es un misil de crucero lanzable a distancia de seguridad de baja visibilidad desarrollado en Estados Unidos por Lockheed Martin. El JASSM puede ser portado por una amplia gama de aviones, como F-15E, F-16, F/A-18, F-35, B-1B, B-2 y B-52.
Se trata de un arma grande y sigilosa de largo alcance con una ojiva perforante de 1000 libras (450 kg). Completó las pruebas y entró en servicio con la Fuerza Aérea de Estados Unidos (USAF) en 2009, y entró en servicio exterior en Australia, Finlandia y Polonia a partir de 2014. Una versión de alcance extendido del misil, el AGM-158B JASSM-ER (Joint Air-to -Surface Standoff Missile-Extended Range), entró en servicio en 2014. En septiembre de 2016, Lockheed Martin había entregado un total de 2.000 JASSM que comprendían ambas variantes a la USAF.

## Historial operativo
El JASSM se empleó por primera vez durante los ataques con misiles del 14 de abril de 2018 contra Siria durante la Guerra Civil Siria. Dos B-1 Lancer dispararon un total de 19 JASSM como parte de ataques contra tres supuestos objetivos de armas químicas del gobierno sirio. Los 19 misiles JASSM fueron disparados contra el Centro de Investigación Barzah, que fue destruido en el ataque. Según los medios estatales rusos, el ejército árabe sirio encontró dos misiles que no detonaron y los transfirió a Rusia el 18 de abril para su estudio; no se ha proporcionado evidencia de esta afirmación; los informes iniciales habían indicado que se utilizaron misiles JASSM-ER, pero luego se aclaró que se emplearon modelos JASSM básicos.
El 27 de octubre de 2019, al final de la incursión de Barisha para capturar o matar a Abu Bakr al-Baghdadi, el entonces líder de la organización terrorista Estado Islámico de Irak y el Levante (EIIL), se utilizaron varios misiles AGM-158B para demoler completamente el recinto donde tuvo lugar el ataque, marcando la segunda vez que el misil se utiliza en combate.

## Operadores
Australia
- Fuerza Aérea Real Australiana

 Corea del Sur

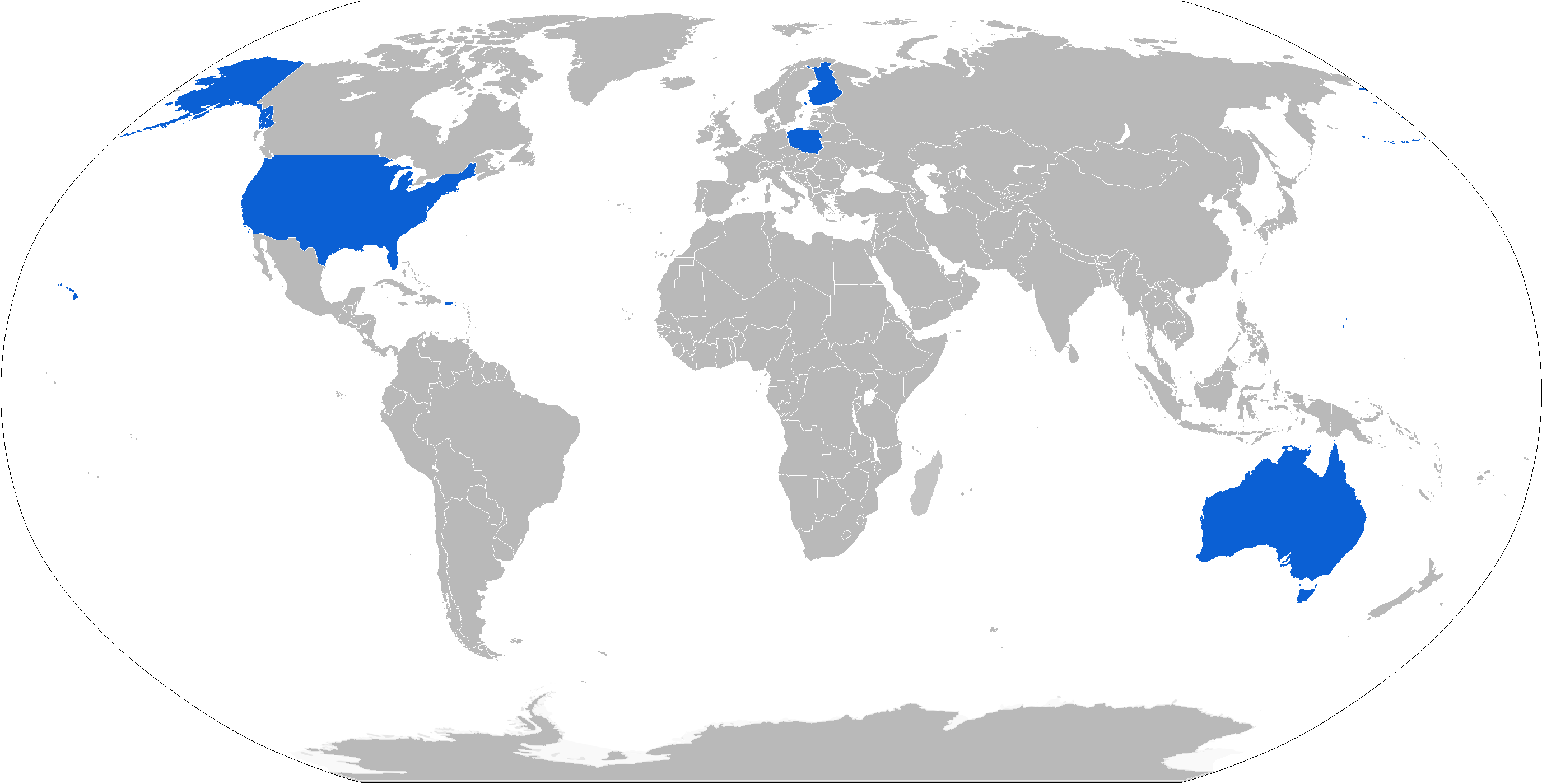
Map with AGM-158 operators in blue

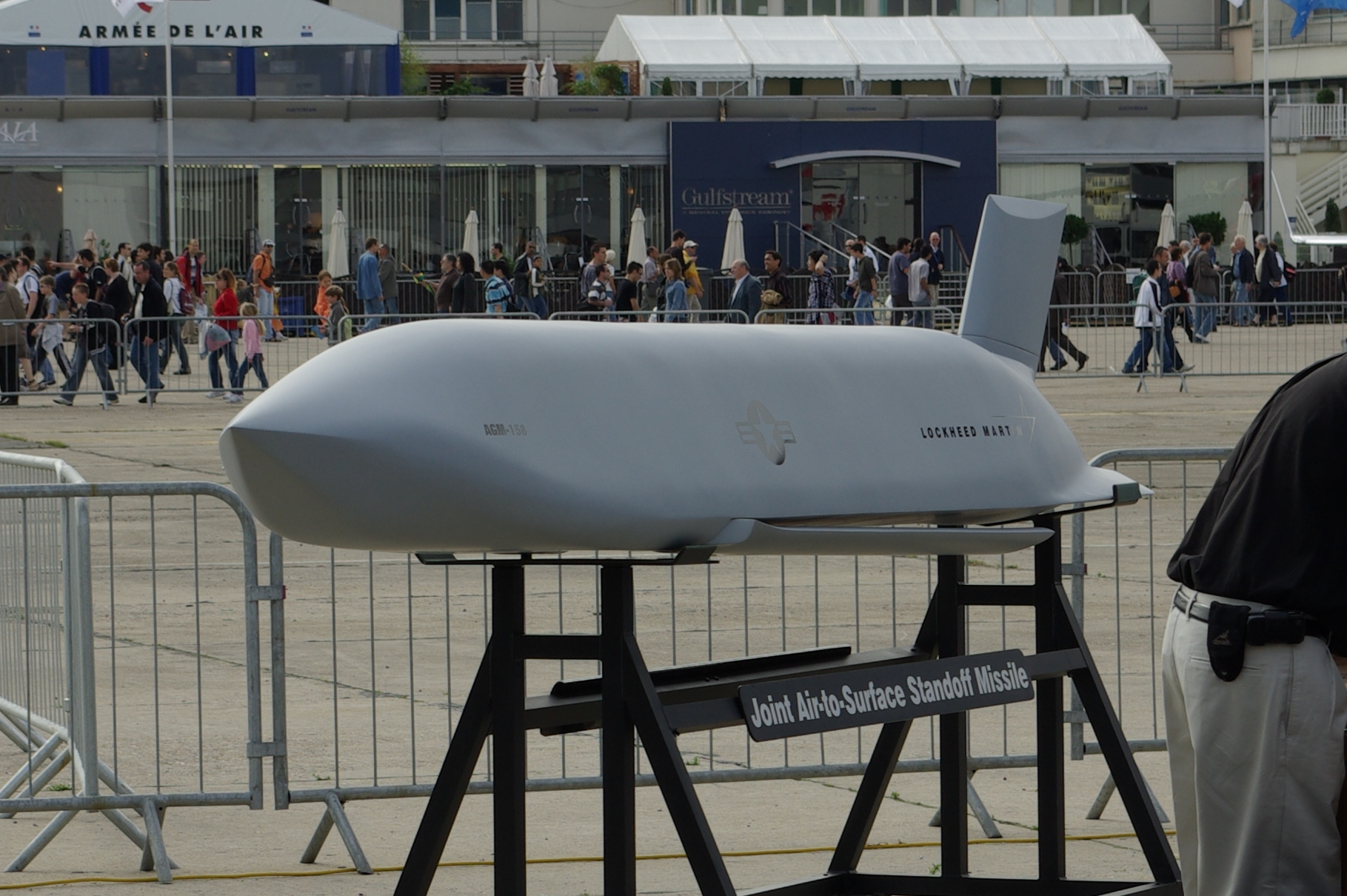
Lockheed Martin Joint Air-to-Surface Standoff Missile.

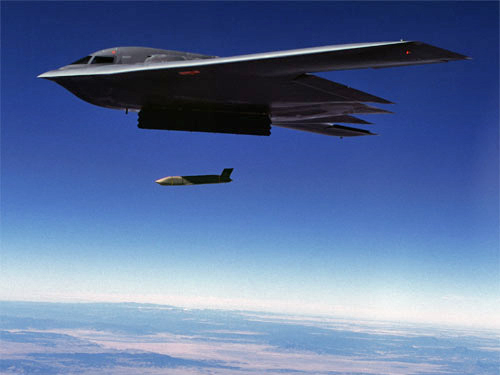
Un bombardero B-2 Spirit lanzando un JASSM.

- Fuerza Aérea de la República de Corea

 Estados Unidos
- Fuerza Aérea de los Estados Unidos

 Países Bajos
- Fuerza Aérea Real de los Países Bajos

 Polonia
- Fuerza Aérea de Polonia